# Vi har vår egen sång – musikfilmen
Vi har vår egen sång – musikfilmen, även kallad Musikfilmen, är en svensk dokumentärfilm från 1976 i regi av Dick Idestam-Almquist, Jan Lindqvist, Lennart Malmer, Stefan Jarl, Tommy Goldman och Axel Lohmann.
Filmen skildrar Alternativfestivalen i Stockholm 1975, vilken arrangerades som en protest mot Eurovision Song Contest 1975, som ägde rum i Sverige samma år. Filmen domineras av musikinslag.

## Musik (urval)
- "Doin' the omoralisk schlagerfestival" av Sillstryparn
- "Jack the Ripper" av Nationalteatern
- "Balladen om björnbär och nätmelon" av Kebnekajse
- "Barn av vår tid" av Nationalteatern
- "Victor Jara" av Hoola Bandoola Band